# Christopher Mayer (Schauspieler, 1961)
Christopher Mayer (* 1961 als Christopher Plummer auf Trinidad, Trinidad und Tobago) ist ein australischer Schauspieler.
Christopher Mayer wurde einem größeren Publikum bekannt als Simon Kelly in der australischen Sitcom Hey Dad!, in der er von 1988 bis 1991 mitwirkte. Er ersetzte den Schauspieler Paul Smith in dieser Rolle. 
Heute arbeitet Mayer als Location Manager in Sydney und sucht für Filme geeignete Drehorte aus.
Christopher Mayer ist nicht zu verwechseln mit dem gleichnamigen US-amerikanischen Schauspieler Christopher Mayer. 

## Filmografie
- 1986: My brother Tom
- 1987: The bit part
- 1987: Die fliegenden Ärzte
- 1988: Rikky and Pete
- 1988: Hey Dad!
- 1997: Good Guys Bad Guys
- 2002: Home and away